# Tipula micropeliostigma
Tipula micropeliostigma är en tvåvingeart som beskrevs av Mannheims 1965. Tipula micropeliostigma ingår i släktet Tipula och familjen storharkrankar. Inga underarter finns listade i Catalogue of Life.